# Teresa (pel·lícula de 2023)
Teresa és una pel·lícula dramàtica dirigida per Paula Ortiz basada en l'obra La lengua en pedazos de Juan Mayorga i protagonitzada per Blanca Portillo i Greta Fernández com el personatge principal frente a Asier Etxeandia, el Inquisidor.

## Argument
Teresa espera pacient l'arribada de l'Inquisidor per a ser jutjada. De la seva visita i de les seves paraules dependrà el seu futur: llibertat, presó o la foguera. Adaptació de l'obra de teatre La lengua en pedazos, de Juan Mayorga, basada en la figura de Santa Teresa de Jesús, també coneguda com a “Santa Teresa d'Àvila”.

## Repartiment
- Blanca Portillo com a Teresa
- Greta Fernández com a Teresa (jove)[3]
- Ainet Jounou com a Teresa (nena)
- Asier Etxeandia com a Inquisidor[4]
- Consuelo Trujillo com a Guiomar
- Cayetano Fernández com a Antonio jove
- Luis Bermejo com a monjo torçat
- Claudia Traisac com a Juana
- Urko Olazabal com a pare de Teresa
- Julia de Castro com a mare de Teresa
- Míriam Escurriola com a ésser de l'infern
- Núria Florensa com a monja
- Míriam Moukhles com a ésser de l'infern

## Producció
El guió és una adaptació de l'obra de Juan Mayorga La lengua en pedazos, que va ser desenvolupada per Mayorga a partir de fragments de El libro de la vida de Teresa d'Àvila, escrit per la mística cap a 1588. La pel·lícula va ser produïda per Bluebird Films, Inicia Films i La Lengua en Pedazos AIE al costat de Nu Boyana Portugal, i va comptar amb la participació de RTVE, Orange i Aragón TV i finançament de l'ICAA i ICEC. Els llocs de rodatge van incloure Jaca.

## Estrena
La pel·lícula es va projectar fora de competició en la 68a edició de la Setmana Internacional de Cinema de Valladolid (Seminci) a l'octubre de 2023. Distribuïda per BTeam Pictures, la seva estrena en cinemes a Espanya es va fixar per al 24 de novembre de 2023.

## Receptció

### Llistes Top ten
La pel·lícula va aparèixer a les deu millors llistes de la crítica de les millors pel·lícules espanyoles del 2023:
- 6a — El Confidencial (consens)[10]

## Reconeixements
| Any  | Premi                                                    | Categoria                          | Nominat                              | Resultat | Ref    |
| ---- | -------------------------------------------------------- | ---------------------------------- | ------------------------------------ | -------- | ------ |
| 2023 | XXIX Premis Cinematogràfics José María Forqué            | Millor actriu en pel·lícuila       | Blanca Portillo                      | Nominat  | [ 11 ] |
| 2024 | XI Premis Feroz                                          | Premi Especial 'Arrebato' (Ficció) | Premi Especial 'Arrebato' (Ficció)   | Pendent  | [ 12 ] |
| 2024 | Medalles del Cercle d'Escriptors Cinematogràfics de 2023 | Millor guió adaptat                | Paula Ortiz, Javier García Arredondo | Pendent  | [ 13 ] |
| 2024 | Medalles del Cercle d'Escriptors Cinematogràfics de 2023 | Millor actriu                      | Blanca Portillo                      | Pendent  | [ 13 ] |